# ریم-۱۶۲ ئی‌اس‌اس‌ام
موشک ریم ۱۶۲ توسعه‌ای از موشک سی اسپارو است که برای محافظت از کشتی‌ها در برابر حمله موشک‌ها و هواپیماها استفاده می‌شود. ریم ۱۶۲ برای مقابله با موشک های ضد کشتی مانور مافوق صوت طراحی شده‌است. ریم ۱۶۲ همچنین دارای قابلیت ۴ غلاف موشکی است که در سیستم پرتاب عمودی Mark 41 به کار می‌رود و امکان حمل تا چهار ریم ۱۶۲ را در یک سلول واحد فراهم می‌کند.

## طراحی

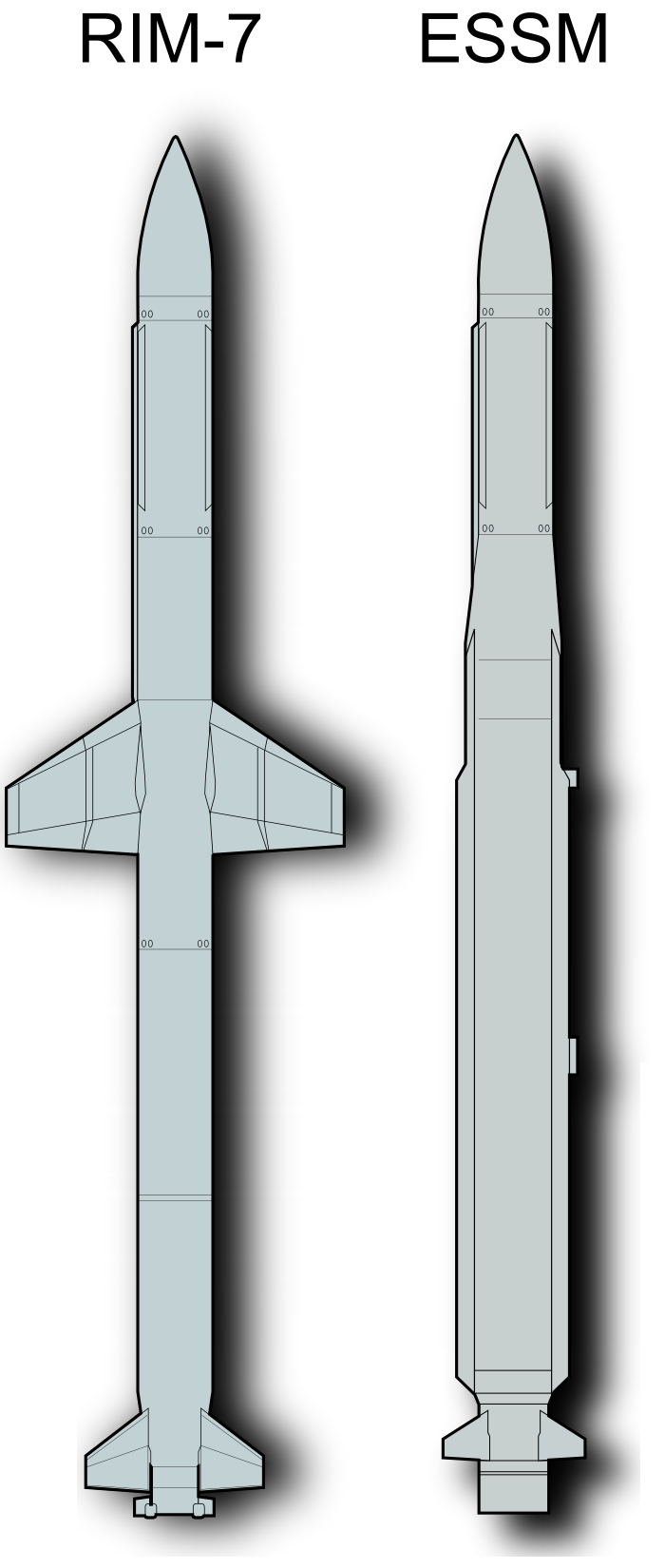
مدل موشک

سی اسپارو اولیه طرحی آزمایشی بود که هدف آن فراهم کردن سامانه دفاعی کوتاه برد در سیستمی بود که می‌توانست با بیشترین سرعت ممکن به کار گرفته شود. ایم-۷ اسپارو ساده‌ترین راه‌حل بود زیرا هدایت راداری آن به آن اجازه می‌داد تا به سمت اهداف شلیک شود و این هدایت به راحتی با نصب رادار هواپیما بر روی یک سکو انجام می‌شد. در سال‌های بعد از تولید، به علت پیشرفت این موشک در نیروی هوایی آمریکا و نیروی دریایی آمریکا به عنوان یک موشک سطح به هوا هم توسعه یافت. به نسخه زمین پایه یا دریا پایه آن موشک سی اسپارو گفته می‌شود. پس از ارائه موشک ایم-۱۲۰ آمرآم که موشکی سبکتر و دارای قدرت مانور بالاتری بود پرونده توسعه موشک اسپارو در میانه دهه ۱۹۹۰ بسته شد.
این باعث شد که Sparrow از سکوی اصلی (هوا پایه) استفاده کند و دیگر از سکو زمینی و دریایی پرتاب نشود. ریم ۱۶۲ به عنوان یک سلاح کاملاً جدید ظاهر شد که فقط از نظر نام با نسخه اصلی رایج بود، اگرچه با استفاده از تمام تجهیزات پشتیبانی یکسان به آن اجازه می‌داد تا برای کشتی‌هایی که قبلاً مدل‌های قدیمی‌تر را نصب می‌کردند مناسب باشد. در مقایسه با سی اسپارو، ریم ۱۶۲دارای یک موتور موشک بزرگتر و قدرتمندتر برای افزایش برد و چابکی، و همچنین آیرودینامیک ارتقا یافته با استفاده از بالچه‌های متحرک است. علاوه بر این، ریم ۱۶۲ از جدیدترین فناوری هدایت موشک با نسخه‌های مختلف، رادار آرایه فازی فعال Sewaco (APAR) و جست و جوی حرارتی در تمام مراحل شلیک بهره می‌برد.
در دهه ۲۰۰۰، دفتر پروژه ناتو برنامه‌ریزی نسخه ارتقا یافته بلوک ۲ ریم ۱۶۲ را آغاز کرد. در سال ۲۰۱۴، کانادا متعهد شد تا ۲۰۰ میلیون دلار را به عنوان سهم خود از توسعه بپردازد. ESSM Block 2 از موتور موشک تایپ ۱ موجود استفاده می‌کند و دارای جستجوگر راداری باند ایکس دو حالته است، افزایش قدرت مانور از سایر پیشرفت‌ها است. بلوک ۲ دارای سیستم‌های ارتباطی پیشرفته‌ای است که امکان تصحیح هدایت در اواسط مسیر را فراهم می‌کند، که این امر باعث می‌شود موشک‌ها به راحتی با سامانه آجیکس تلفیق شود و همچنین در صورت سوخت شدن قابلیت خود کشی توسط اپراتور را داشته باشد. برخلاف بلوک ۱، جستجوگر رادار فعال در بلوک ۲ از هدایت رادار فعال استفاده شد تا نیاز به رادار کشتی نباشد و موشک به صورت شلیک کن و فراموش کن باشد. کلاهک انفجاری ارتقا یافته توسط Roketsan طراحی، توسعه یافته و در حال تولید است. ریم ۱۶۲ بلاک ۲ بهبود یافته توسط نیروی دریایی ایالات متحده از سال ۲۰۲۰ وارد میدان خواهد شد.

### MK 29

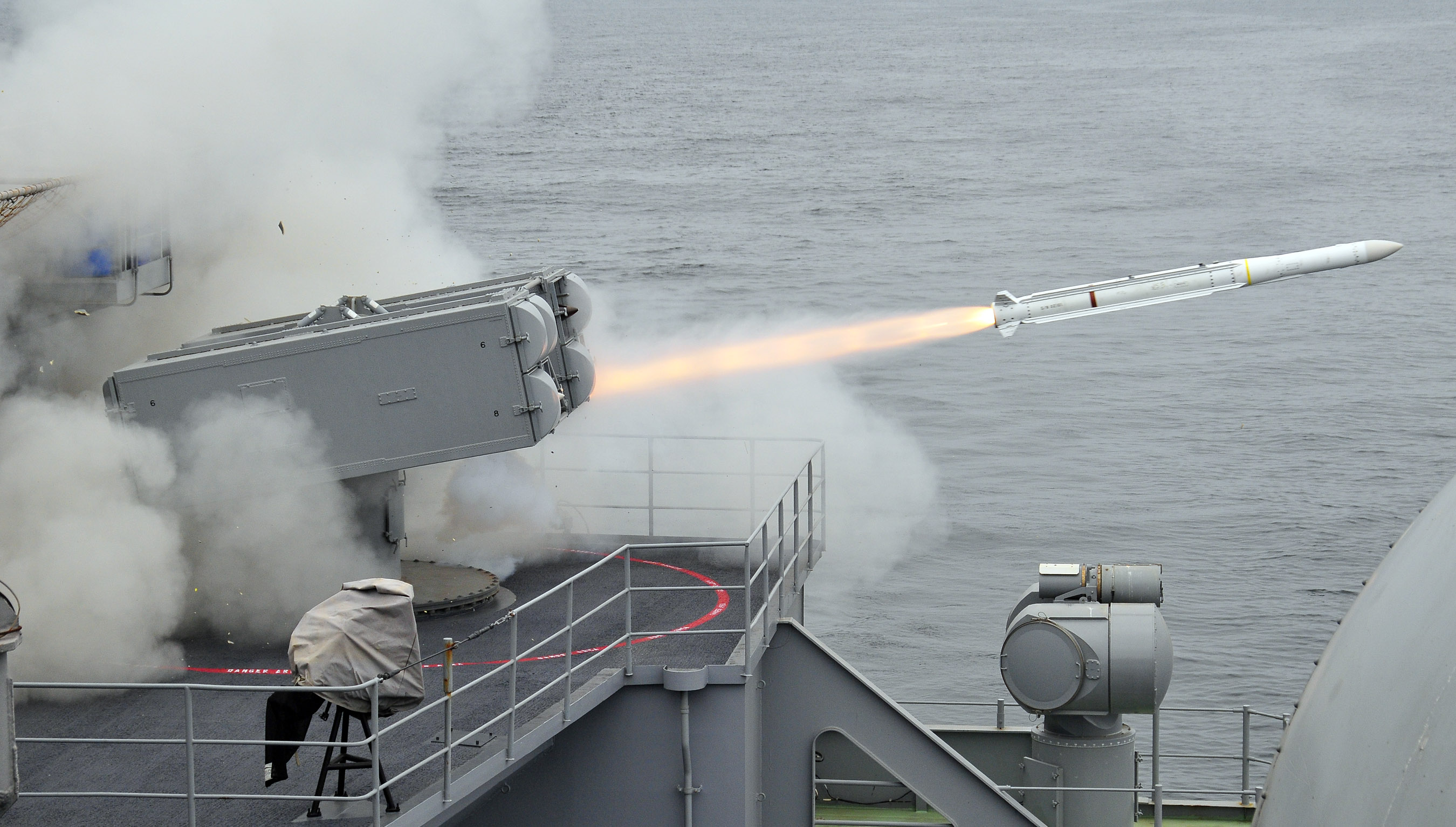
یک موشک ارتقا یافته سی اسپارو از پرتابگر MK 29 پرتاب می‌شود

### MK 41

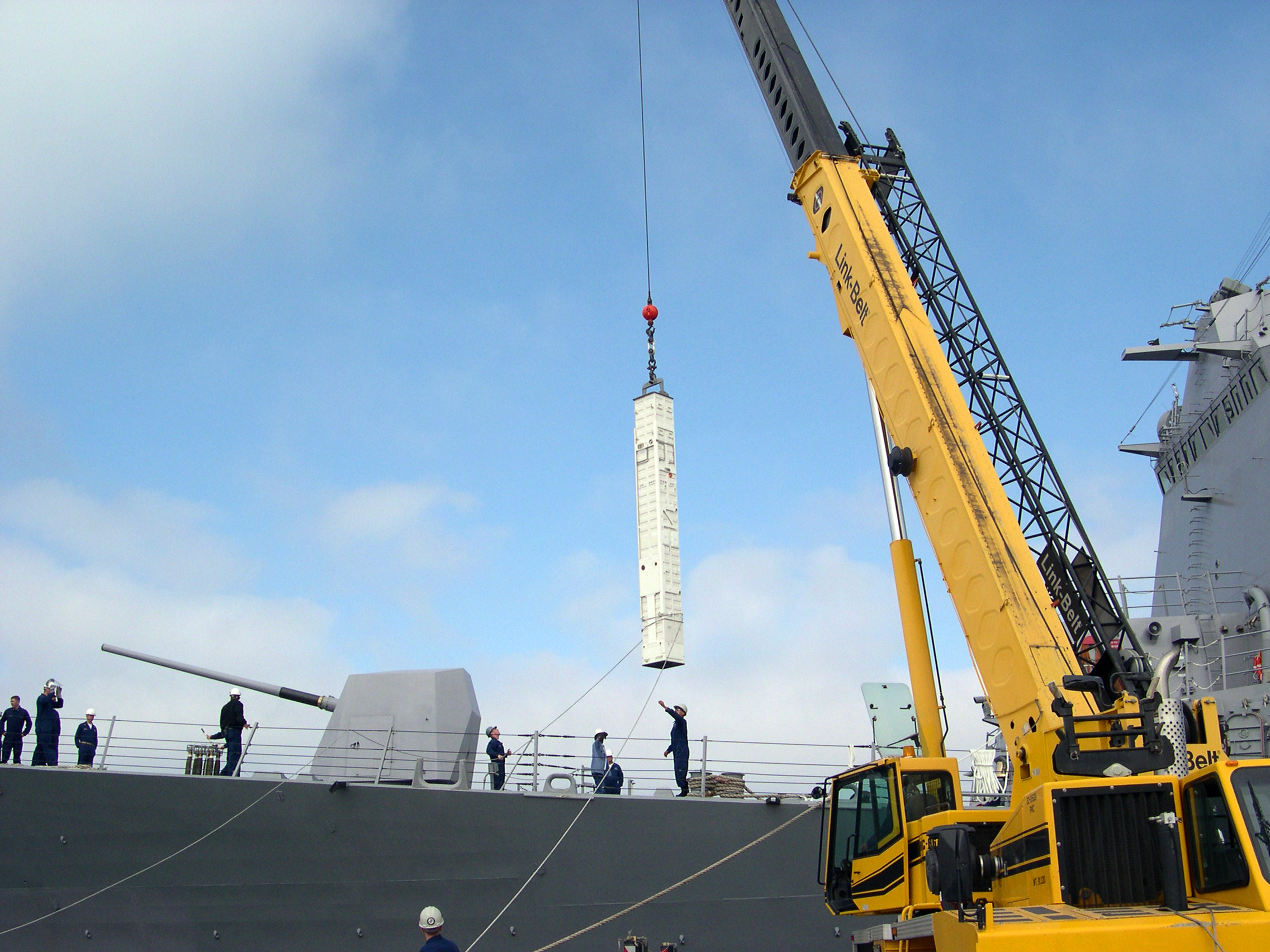
یک جرثقیل یک غلاف موشک ریم ۱۶۲ را به یک پرتابگر MK 41 در ناوشکن بارگذاری می‌کند.

## سابقه عملیاتی

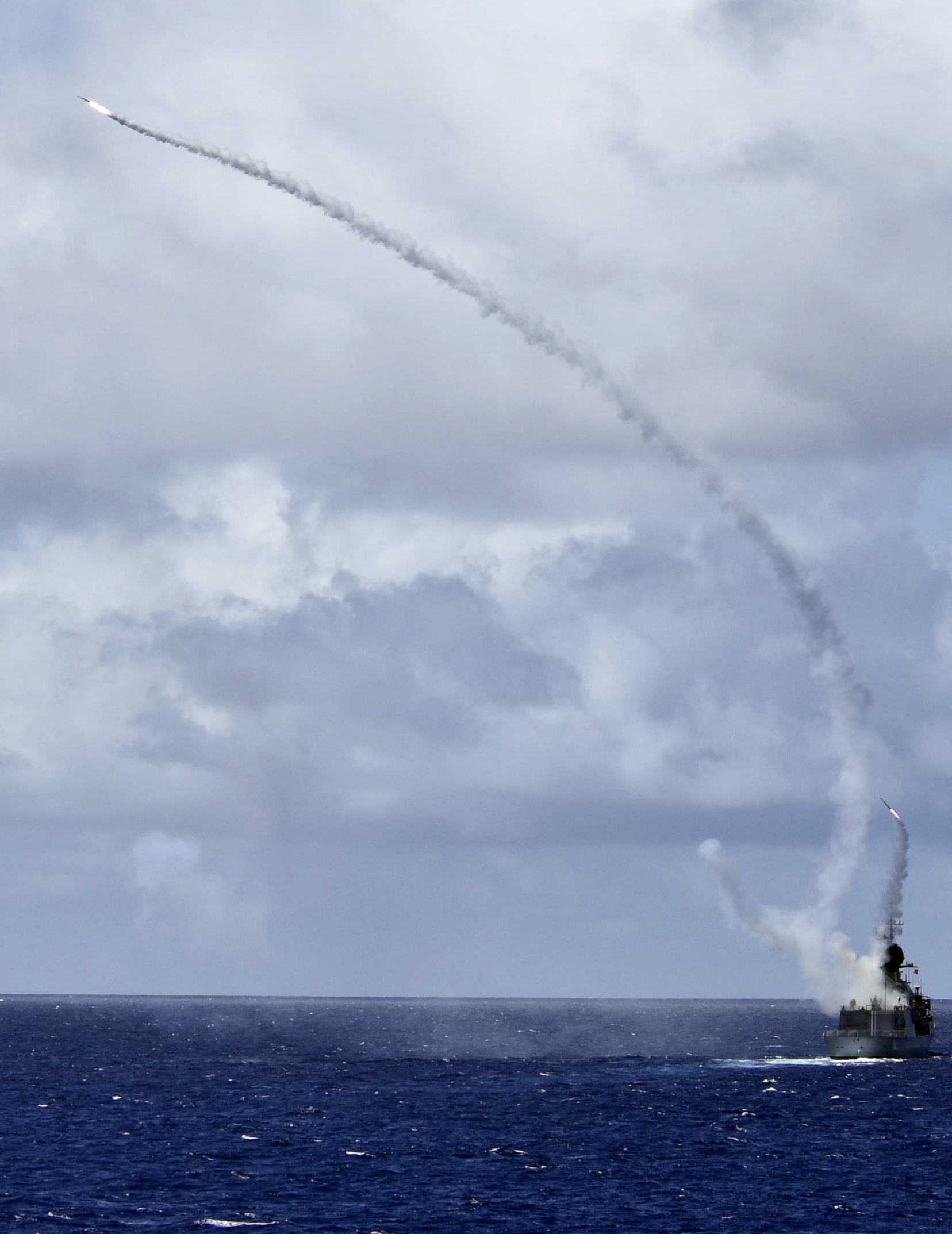
ناوچه استرالیایی در سال ۲۰۱۶ دو موشک ریم۱۶۲ را شلیک کرد

در اکتبر ۲۰۰۳، در تأسیسات برد موشکی USN اقیانوس آرام در نزدیکی هاوایی، ناوچه استرالیایی شلیک موفقیت‌آمیزی یک ESSM را انجام داد. همچنین این اولین استفاده عملیاتی برای آزمایش این موشک در استرالیا بود.
در ۹ اکتبر ۲۰۱۶، یک ناوشکن آمریکایی یک موشک ریم۱۶۲ و دو SM-2 را برای دفاع در برابر دو موشک کروز ضد کشتی ورودی حوثی، موشک‌های C-802 ساخت چین شلیک کرد. مشخص نیست که آیا ریم ۱۶۲ توانسته این موشک‌ها را منهدم کند یا خیر، اما این حادثه اولین باری بود که ESSM در یک موقعیت جنگی مورد استفاده قرار گرفت.
در سال ۲۰۱۸، ریم ۱۶۲ بلاک ۲ اولین آزمایش حقیقی خود را گذراند و با موفقیت یک پهپاد هدف BQM-74E را با استفاده از سر جستجوگر هدایت فعال خود رهگیری کرده و منهدم کرد.

## کاربران

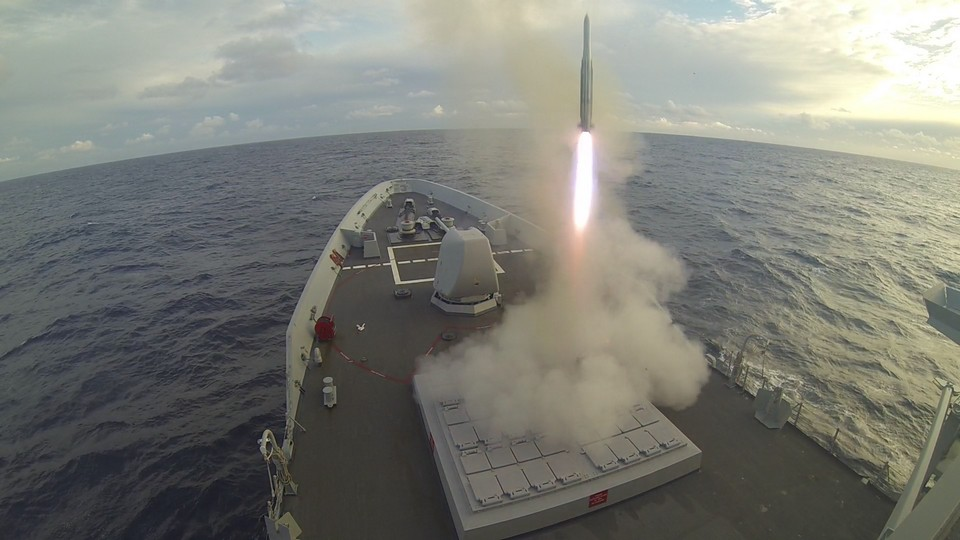
موشک ریم ۱۶۲ در حال پرتاب از سیلوی عمودی یک ناوچه اسپانیایی در سال ۲۰۱۷

کاربران فعلی موشک:
- استرالیا
- بلژیک
- کانادا
- شیلی
- دانمارک
- آلمان
- یونان
- هلند
- نروژ
- پرتغال
- اسپانیا
- ترکیه
- ایالات متحده آمریکا
- فنلاند
- ژاپن
- مکزیک
- تایلند
- امارات متحده عربی